# Ausztria távolsági vasútállomásainak listája
Ez a lista azokat az Ausztriában található vasútállomásokat sorolja fel, melyeken távolsági vonatok (EuroCity (EC), EuroNight (EN), InterCity (IC), InterCityExpress (ICE), Railjet (RJ) és WESTbahn (west)) is megállnak.

## Burgenland
| Állomás               | Település | Kép |
| --------------------- | --------- | --- |
| Nezsider vasútállomás | Nezsider  |     |

## Karintia
| Állomás                  | Település                 | Kép |
| ------------------------ | ------------------------- | --- |
| Faak am See              | Finkenstein am Faaker See |     |
| Friesach                 | Friesach                  |     |
| Greifenburg-Weißensee    | Greifenburg               |     |
| Klagenfurt Hbf           | Klagenfurt am Wörthersee  |     |
| Krumpendorf              | Krumpendorf am Wörthersee |     |
| Mallnitz-Obervellach     | Mallnitz                  |     |
| Oberdrauburg             | Oberdrauburg              |     |
| Pörtschach am Wörthersee | Pörtschach am Wörther See |     |
| Spittal-Millstättersee   | Spittal an der Drau       |     |
| St. Veit an der Glan     | Sankt Veit an der Glan    |     |
| Treibach-Althofen        | Althofen                  |     |
| Velden am Wörthersee     | Velden am Wörther See     |     |
| Villach Hbf              | Villach                   |     |

## Alsó-Ausztria
| Állomás              | Település                  | Kép |
| -------------------- | -------------------------- | --- |
| Amstetten            | Amstetten                  |     |
| Flughafen Wien (VIE) | Schwechat                  |     |
| Semmering            | Semmering                  |     |
| St. Pölten Hbf       | Sankt Pölten               |     |
| St. Valentin         | St. Valentin               |     |
| Tullnerfeld          | Michelhausen és Langenrohr |     |
| Wiener Neustadt Hbf  | Bécsújhely                 |     |

## Felső-Ausztria
| Állomás                | Település              | Kép |
| ---------------------- | ---------------------- | --- |
| Attnang-Puchheim       | Attnang-Puchheim       |     |
| Kirchdorf an der Krems | Kirchdorf an der Krems |     |
| Klaus                  | Klaus an der Pyhrnbahn |     |
| Linz Hbf               | Linz                   |     |
| Neuhofen an der Krems  | Neuhofen an der Krems  |     |
| Rohr-Bad Hall          | Rohr im Kremstal       |     |
| Spital am Pyhrn        | Spital am Pyhrn        |     |
| Vöcklabruck            | Vöcklabruck            |     |
| Wels Hbf               | Wels                   |     |
| Windischgarsten        | Windischgarsten        |     |

## Salzburg
| Állomás              | Település              | Kép |
| -------------------- | ---------------------- | --- |
| Bad Gastein          | Bad Gastein            |     |
| Bad Hofgastein       | Bad Hofgastein         |     |
| Bischofshofen        | Bischofshofen          |     |
| Dorfgastein          | Dorfgastein            |     |
| Golling-Abtenau      | Golling an der Salzach |     |
| Hallein              | Hallein                |     |
| Radstadt             | Radstadt               |     |
| Saalfelden           | Saalfelden             |     |
| Salzburg Hbf         | Salzburg               |     |
| Salzburg Süd         | Elsbethen              |     |
| Schwarzach-St. Veit  | Schwarzach im Pongau   |     |
| St. Johann im Pongau | Sankt Johann im Pongau |     |
| Werfen               | Werfen                 |     |
| Zell am See          | Zell am See            |     |

## Stájerország
| Állomás          | Település                       | Kép |
| ---------------- | ------------------------------- | --- |
| Bruck an der Mur | Bruck an der Mur                |     |
| Graz Hbf         | Graz                            |     |
| Judenburg        | Judenburg                       |     |
| Kapfenberg       | Kapfenberg                      |     |
| Knittelfeld      | Knittelfeld                     |     |
| Leibnitz         | Leibnitz                        |     |
| Leoben Hbf       | Leoben                          |     |
| Liezen           | Liezen                          |     |
| Mürzzuschlag     | Mürzzuschlag                    |     |
| Schladming       | Schladming                      |     |
| Selzthal         | Selzthal                        |     |
| Spielfeld-Straß  | Straß in Steiermark             |     |
| St. Michael      | Sankt Michael in Obersteiermark |     |
| Stadt Rottenmann | Rottenmann                      |     |
| Stainach-Irdning | Stainach-Pürgg                  |     |
| Unzmarkt         | Unzmarkt-Frauenburg             |     |

## Tirol
| Állomás              | Település            | Kép |
| -------------------- | -------------------- | --- |
| Fieberbrunn          | Fieberbrunn          |     |
| Hochfilzen           | Hochfilzen           |     |
| Imst-Pitztal         | Arzl im Pitztal      |     |
| Innsbruck Hbf        | Innsbruck            |     |
| Jenbach              | Jenbach              |     |
| Kirchberg in Tirol   | Kirchberg in Tirol   |     |
| Kitzbühel            | Kitzbühel            |     |
| Kufstein             | Kufstein             |     |
| Landeck-Zams         | Landeck              |     |
| Lienz                | Lienz                |     |
| Ötztal               | Haiming              |     |
| St. Anton am Arlberg | St. Anton am Arlberg |     |
| St. Johann in Tirol  | St. Johann in Tirol  |     |
| Seefeld in Tirol     | Seefeld in Tirol     |     |
| Telfs-Pfaffenhofen   | Pfaffenhofen         |     |
| Wörgl Hbf            | Wörgl                |     |

## Vorarlberg
| Állomás           | Település | Kép |
| ----------------- | --------- | --- |
| Bludenz           | Bludenz   |     |
| Bregenz           | Bregenz   |     |
| Dornbirn          | Dornbirn  |     |
| Feldkirch         | Feldkirch |     |
| Langen am Arlberg | Klösterle |     |

## Bécs
| Állomás         | Kerület              | Kép |
| --------------- | -------------------- | --- |
| Wien Hbf        | Favoriten            |     |
| Wien Hütteldorf | Penzing              |     |
| Wien Meidling   | Meidling             |     |
| Wien Westbf     | Rudolfsheim-Fünfhaus |     |